# Olympische Sommerspiele 2004/Handball – Männer
Das Handballturnier der Männer bei den Olympischen Spielen 2004 wurde vom 14. bis 29. August ausgetragen.
Austragungsort waren der Faliro Sports Pavilion, wo alle Vorrundenspiele sowie die Viertelfinals ausgetragen wurden. Alle weiteren Spiele fanden in der Elliniko Indoor Arena statt.

## Spielplan

### Vorrunde

#### Gruppe A
| Rang | Nation    | Sp. | S | U | N | Tore    | Diff. | Pkt. |
| ---- | --------- | --- | - | - | - | ------- | ----- | ---- |
| 1.   | Kroatien  | 5   | 5 | 0 | 0 | 146:129 | +17   | 10   |
| 2.   | Spanien   | 5   | 4 | 0 | 1 | 154:137 | +17   | 8    |
| 3.   | Südkorea  | 5   | 2 | 0 | 3 | 148:148 | 0     | 4    |
| 4.   | Russland  | 5   | 2 | 0 | 3 | 145:145 | 0     | 4    |
| 5.   | Island    | 5   | 1 | 0 | 4 | 143:158 | −15   | 2    |
| 6.   | Slowenien | 5   | 1 | 0 | 4 | 130:149 | −19   | 2    |

| 14. August 2004 9:30 Uhr | Spanien               | 31:30   | Südkorea                  | Faliro Sports Pavilion, Paleo Faliro Schiedsrichter: Fotis Bavas, Sotiris Migas |
| 14. August 2004 9:30 Uhr | meiste Tore: García 6 | (17:12) | meiste Tore: Paek, Yoon 6 | Faliro Sports Pavilion, Paleo Faliro Schiedsrichter: Fotis Bavas, Sotiris Migas |
| 14. August 2004 9:30 Uhr | Strafen: 3× 8×        |         | Strafen: 4× 3× 1×         | Faliro Sports Pavilion, Paleo Faliro Schiedsrichter: Fotis Bavas, Sotiris Migas |

| 14. August 2004 14:30 Uhr | Russland                  | 28:25   | Slowenien                                | Faliro Sports Pavilion, Paleo Faliro Schiedsrichter: Gilles Bord, Olivier Buy |
| 14. August 2004 14:30 Uhr | meiste Tore: Kokscharow 9 | (16:13) | meiste Tore: Kastelic, Rutenka, Brumen 4 | Faliro Sports Pavilion, Paleo Faliro Schiedsrichter: Gilles Bord, Olivier Buy |
| 14. August 2004 14:30 Uhr | Strafen: 2× 8× 1×         |         | Strafen: 3× 9×                           | Faliro Sports Pavilion, Paleo Faliro Schiedsrichter: Gilles Bord, Olivier Buy |

| 14. August 2004 19:30 Uhr | Kroatien                | 34:30   | Island                    | Faliro Sports Pavilion, Paleo Faliro Schiedsrichter: Frank Lemme, Bernd Ullrich |
| 14. August 2004 19:30 Uhr | meiste Tore: Metličić 8 | (16:12) | meiste Tore: Stefánsson 8 | Faliro Sports Pavilion, Paleo Faliro Schiedsrichter: Frank Lemme, Bernd Ullrich |
| 14. August 2004 19:30 Uhr | Strafen: 3× 9×          |         | Strafen: 3× 7× 1×         | Faliro Sports Pavilion, Paleo Faliro Schiedsrichter: Frank Lemme, Bernd Ullrich |

| 16. August 2004 9:30 Uhr | Südkorea                    | 35:32   | Russland                  | Faliro Sports Pavilion, Paleo Faliro Schiedsrichter: Peter Hansson, Peter Olsson |
| 16. August 2004 9:30 Uhr | meiste Tore: Lee J., Yoon 7 | (16:16) | meiste Tore: Kokscharow 6 | Faliro Sports Pavilion, Paleo Faliro Schiedsrichter: Peter Hansson, Peter Olsson |
| 16. August 2004 9:30 Uhr | Strafen: 3× 2×              |         | Strafen: 3× 2×            | Faliro Sports Pavilion, Paleo Faliro Schiedsrichter: Peter Hansson, Peter Olsson |

| 16. August 2004 11:30 Uhr | Slowenien              | 26:27   | Kroatien            | Faliro Sports Pavilion, Paleo Faliro Schiedsrichter: Svein Øie, Oyvind Togstad |
| 16. August 2004 11:30 Uhr | meiste Tore: Brumen 10 | (10:13) | meiste Tore: Vori 8 | Faliro Sports Pavilion, Paleo Faliro Schiedsrichter: Svein Øie, Oyvind Togstad |
| 16. August 2004 11:30 Uhr | Strafen: 3× 7× 2×      |         | Strafen: 3× 7× 1×   | Faliro Sports Pavilion, Paleo Faliro Schiedsrichter: Svein Øie, Oyvind Togstad |

| 16. August 2004 14:30 Uhr | Island                    | 23:31   | Spanien                           | Faliro Sports Pavilion, Paleo Faliro Schiedsrichter: Gilles Bord, Olivier Buy |
| 16. August 2004 14:30 Uhr | meiste Tore: Stefánsson 6 | (12:13) | meiste Tore: Dujshebaev, Romero 5 | Faliro Sports Pavilion, Paleo Faliro Schiedsrichter: Gilles Bord, Olivier Buy |
| 16. August 2004 14:30 Uhr | Strafen: 2× 3×            |         | Strafen: 3×                       | Faliro Sports Pavilion, Paleo Faliro Schiedsrichter: Gilles Bord, Olivier Buy |

| 18. August 2004 9:30 Uhr | Kroatien              | 29:26   | Südkorea            | Faliro Sports Pavilion, Paleo Faliro Schiedsrichter: Gilles Bord, Olivier Buy |
| 18. August 2004 9:30 Uhr | meiste Tore: Džomba 9 | (12:10) | meiste Tore: Yoon 8 | Faliro Sports Pavilion, Paleo Faliro Schiedsrichter: Gilles Bord, Olivier Buy |
| 18. August 2004 9:30 Uhr | Strafen: 3× 6×        |         | Strafen: 3×         | Faliro Sports Pavilion, Paleo Faliro Schiedsrichter: Gilles Bord, Olivier Buy |

| 18. August 2004 11:30 Uhr | Island                    | 30:25   | Slowenien               | Faliro Sports Pavilion, Paleo Faliro Schiedsrichter: Mirosław Baum, Marek Góralczyk |
| 18. August 2004 11:30 Uhr | meiste Tore: Sigurðsson 7 | (10:10) | meiste Tore: Rutenka 10 | Faliro Sports Pavilion, Paleo Faliro Schiedsrichter: Mirosław Baum, Marek Góralczyk |
| 18. August 2004 11:30 Uhr | Strafen: 3×               |         | Strafen: 3×             | Faliro Sports Pavilion, Paleo Faliro Schiedsrichter: Mirosław Baum, Marek Góralczyk |

| 18. August 2004 19:30 Uhr | Spanien                                      | 29:26   | Russland                  | Faliro Sports Pavilion, Paleo Faliro Schiedsrichter: Dragan Načhevski, Marjan Načhevski |
| 18. August 2004 19:30 Uhr | meiste Tore: Entrerríos, Hernández, Ortega 5 | (11:11) | meiste Tore: Rastworzew 6 | Faliro Sports Pavilion, Paleo Faliro Schiedsrichter: Dragan Načhevski, Marjan Načhevski |
| 18. August 2004 19:30 Uhr | Strafen: 3× 6×                               |         | Strafen: 3× 7× 1×         | Faliro Sports Pavilion, Paleo Faliro Schiedsrichter: Dragan Načhevski, Marjan Načhevski |

| 20. August 2004 9:30 Uhr | Südkorea             | 34:30   | Island                     | Faliro Sports Pavilion, Paleo Faliro Schiedsrichter: Dragan Načhevski, Marjan Načhevski |
| 20. August 2004 9:30 Uhr | meiste Tore: Yoon 12 | (16:13) | meiste Tore: Stefánsson 10 | Faliro Sports Pavilion, Paleo Faliro Schiedsrichter: Dragan Načhevski, Marjan Načhevski |
| 20. August 2004 9:30 Uhr | Strafen: 3× 4×       |         | Strafen: 3× 1×             | Faliro Sports Pavilion, Paleo Faliro Schiedsrichter: Dragan Načhevski, Marjan Načhevski |

| 20. August 2004 11:30 Uhr | Spanien               | 41:28   | Slowenien                      | Faliro Sports Pavilion, Paleo Faliro Schiedsrichter: Frank Lemme, Bernd Ullrich |
| 20. August 2004 11:30 Uhr | meiste Tore: Romero 7 | (18:15) | meiste Tore: Pajovič, Tomšič 7 | Faliro Sports Pavilion, Paleo Faliro Schiedsrichter: Frank Lemme, Bernd Ullrich |
| 20. August 2004 11:30 Uhr | Strafen: 2× 3×        |         | Strafen: 4× 3×                 | Faliro Sports Pavilion, Paleo Faliro Schiedsrichter: Frank Lemme, Bernd Ullrich |

| 20. August 2004 19:30 Uhr | Russland                              | 25:26   | Kroatien                | Faliro Sports Pavilion, Paleo Faliro Schiedsrichter: Peter Hansson, Peter Olsson |
| 20. August 2004 19:30 Uhr | meiste Tore: Rastworzew, Torgowanow 6 | (14:10) | meiste Tore: Lacković 9 | Faliro Sports Pavilion, Paleo Faliro Schiedsrichter: Peter Hansson, Peter Olsson |
| 20. August 2004 19:30 Uhr | Strafen: 2× 5×                        |         | Strafen: 3×             | Faliro Sports Pavilion, Paleo Faliro Schiedsrichter: Peter Hansson, Peter Olsson |

| 22. August 2004 9:30 Uhr | Slowenien              | 26:23   | Südkorea              | Faliro Sports Pavilion, Paleo Faliro Schiedsrichter: Hassan Aly Hassan, Yasser Salim Aly |
| 22. August 2004 9:30 Uhr | meiste Tore: Rutenka 7 | (12:11) | meiste Tore: Lee J. 6 | Faliro Sports Pavilion, Paleo Faliro Schiedsrichter: Hassan Aly Hassan, Yasser Salim Aly |
| 22. August 2004 9:30 Uhr | Strafen: 4× 8× 1×      |         | Strafen: 3× 2×        | Faliro Sports Pavilion, Paleo Faliro Schiedsrichter: Hassan Aly Hassan, Yasser Salim Aly |

| 22. August 2004 11:30 Uhr | Kroatien              | 30:22  | Spanien               | Faliro Sports Pavilion, Paleo Faliro Schiedsrichter: Mirosław Baum, Marek Góralczyk |
| 22. August 2004 11:30 Uhr | meiste Tore: Džomba 7 | (15:9) | meiste Tore: García 5 | Faliro Sports Pavilion, Paleo Faliro Schiedsrichter: Mirosław Baum, Marek Góralczyk |
| 22. August 2004 11:30 Uhr | Strafen: 3× 1×        |        | Strafen: 3× 4×        | Faliro Sports Pavilion, Paleo Faliro Schiedsrichter: Mirosław Baum, Marek Góralczyk |

| 22. August 2004 19:30 Uhr | Russland                   | 34:30   | Island                     | Faliro Sports Pavilion, Paleo Faliro Schiedsrichter: Gilles Bord, Olivier Buy |
| 22. August 2004 19:30 Uhr | meiste Tore: Rastworzew 10 | (17:11) | meiste Tore: Stefánsson 10 | Faliro Sports Pavilion, Paleo Faliro Schiedsrichter: Gilles Bord, Olivier Buy |
| 22. August 2004 19:30 Uhr | Strafen: 3× 5×             |         | Strafen: 3× 2×             | Faliro Sports Pavilion, Paleo Faliro Schiedsrichter: Gilles Bord, Olivier Buy |

#### Gruppe B
| Rang | Nation       | Sp. | S | U | N | Tore    | Diff. | Pkt. |
| ---- | ------------ | --- | - | - | - | ------- | ----- | ---- |
| 1.   | Frankreich   | 5   | 5 | 0 | 0 | 135:108 | +27   | 10   |
| 2.   | Ungarn       | 5   | 4 | 0 | 1 | 132:124 | +8    | 8    |
| 3.   | Deutschland  | 5   | 3 | 0 | 2 | 139:110 | +29   | 6    |
| 4.   | Griechenland | 5   | 2 | 0 | 3 | 117:130 | −13   | 4    |
| 5.   | Brasilien    | 5   | 1 | 0 | 4 | 105:133 | −28   | 2    |
| 6.   | Ägypten      | 5   | 0 | 0 | 5 | 110:133 | −23   | 0    |

| 14. August 2004 11:30 Uhr | Ungarn                 | 33:28   | Ägypten              | Faliro Sports Pavilion, Paleo Faliro Schiedsrichter: Jan Boye, Bjarne-Munk Jensen |
| 14. August 2004 11:30 Uhr | meiste Tore: Pásztor 9 | (16:15) | meiste Tore: Zaky 10 | Faliro Sports Pavilion, Paleo Faliro Schiedsrichter: Jan Boye, Bjarne-Munk Jensen |
| 14. August 2004 11:30 Uhr | Strafen: 3× 8×         |         | Strafen: 3×          | Faliro Sports Pavilion, Paleo Faliro Schiedsrichter: Jan Boye, Bjarne-Munk Jensen |

| 14. August 2004 16:30 Uhr | Deutschland                        | 28:18  | Griechenland               | Faliro Sports Pavilion, Paleo Faliro Schiedsrichter: Vicente Breto, José Antonio Huelin |
| 14. August 2004 16:30 Uhr | meiste Tore: Kehrmann, Schwarzer 6 | (15:8) | meiste Tore: Grammatikos 5 | Faliro Sports Pavilion, Paleo Faliro Schiedsrichter: Vicente Breto, José Antonio Huelin |
| 14. August 2004 16:30 Uhr | Strafen: 2× 5×                     |        | Strafen: 3×                | Faliro Sports Pavilion, Paleo Faliro Schiedsrichter: Vicente Breto, José Antonio Huelin |

| 14. August 2004 21:30 Uhr | Frankreich              | 31:17  | Brasilien                     | Faliro Sports Pavilion, Paleo Faliro Schiedsrichter: Stefan Arnaldsson, Gunnar Vidarsson |
| 14. August 2004 21:30 Uhr | meiste Tore: Anquetil 7 | (14:6) | meiste Tore: Justino, Silva 4 | Faliro Sports Pavilion, Paleo Faliro Schiedsrichter: Stefan Arnaldsson, Gunnar Vidarsson |
| 14. August 2004 21:30 Uhr | Strafen: 3× 4×          |        | Strafen: 2× 6×                | Faliro Sports Pavilion, Paleo Faliro Schiedsrichter: Stefan Arnaldsson, Gunnar Vidarsson |

| 16. August 2004 16:30 Uhr | Griechenland             | 25:29   | Frankreich              | Faliro Sports Pavilion, Paleo Faliro Schiedsrichter: Jan Boye, Bjarne-Munk Jensen |
| 16. August 2004 16:30 Uhr | meiste Tore: Karipidis 7 | (15:15) | meiste Tore: Anquetil 9 | Faliro Sports Pavilion, Paleo Faliro Schiedsrichter: Jan Boye, Bjarne-Munk Jensen |
| 16. August 2004 16:30 Uhr | Strafen: 4× 9×           |         | Strafen: 3× 4×          | Faliro Sports Pavilion, Paleo Faliro Schiedsrichter: Jan Boye, Bjarne-Munk Jensen |

| 16. August 2004 19:30 Uhr | Brasilien            | 19:20   | Ungarn                              | Faliro Sports Pavilion, Paleo Faliro Schiedsrichter: Dragan Načhevski, Marjan Načhevski |
| 16. August 2004 19:30 Uhr | meiste Tore: Souza 5 | (10:10) | meiste Tore: Nagy, Mezei, Pásztor 3 | Faliro Sports Pavilion, Paleo Faliro Schiedsrichter: Dragan Načhevski, Marjan Načhevski |
| 16. August 2004 19:30 Uhr | Strafen: 3× 4×       |         | Strafen: 3× 4×                      | Faliro Sports Pavilion, Paleo Faliro Schiedsrichter: Dragan Načhevski, Marjan Načhevski |

| 16. August 2004 21:30 Uhr | Ägypten              | 14:26  | Deutschland                                 | Faliro Sports Pavilion, Paleo Faliro Schiedsrichter: Stefan Arnaldsson, Gunnar Vidarsson |
| 16. August 2004 21:30 Uhr | meiste Tore: Yosry 4 | (5:14) | meiste Tore: Kretzschmar, Kehrmann, Zerbe 5 | Faliro Sports Pavilion, Paleo Faliro Schiedsrichter: Stefan Arnaldsson, Gunnar Vidarsson |
| 16. August 2004 21:30 Uhr | Strafen: 3× 11× 1×   |        | Strafen: 3× 8× 1×                           | Faliro Sports Pavilion, Paleo Faliro Schiedsrichter: Stefan Arnaldsson, Gunnar Vidarsson |

| 18. August 2004 14:30 Uhr | Frankreich            | 26:23  | Ungarn                | Faliro Sports Pavilion, Paleo Faliro Schiedsrichter: Peter Hansson, Peter Olsson |
| 18. August 2004 14:30 Uhr | meiste Tore: Guigou 6 | (9:10) | meiste Tore: Pérez 10 | Faliro Sports Pavilion, Paleo Faliro Schiedsrichter: Peter Hansson, Peter Olsson |
| 18. August 2004 14:30 Uhr | Strafen: 4× 9×        |        | Strafen: 3× 4×        | Faliro Sports Pavilion, Paleo Faliro Schiedsrichter: Peter Hansson, Peter Olsson |

| 18. August 2004 16:30 Uhr | Griechenland              | 26:25   | Ägypten              | Faliro Sports Pavilion, Paleo Faliro Schiedsrichter: Svein Øie, Oyvind Togstad |
| 18. August 2004 16:30 Uhr | meiste Tore: Karipidis 10 | (18:10) | meiste Tore: Keshk 7 | Faliro Sports Pavilion, Paleo Faliro Schiedsrichter: Svein Øie, Oyvind Togstad |
| 18. August 2004 16:30 Uhr | Strafen: 3× 8×            |         | Strafen: 3× 4× 2×    | Faliro Sports Pavilion, Paleo Faliro Schiedsrichter: Svein Øie, Oyvind Togstad |

| 18. August 2004 21:30 Uhr | Deutschland                         | 34:21   | Brasilien            | Faliro Sports Pavilion, Paleo Faliro Schiedsrichter: Janko Požežnik, Darko Repenšek |
| 18. August 2004 21:30 Uhr | meiste Tore: Kretzschmar, Stephan 7 | (18:12) | meiste Tore: Souza 7 | Faliro Sports Pavilion, Paleo Faliro Schiedsrichter: Janko Požežnik, Darko Repenšek |
| 18. August 2004 21:30 Uhr | Strafen: 2× 3×                      |         | Strafen: 3×          | Faliro Sports Pavilion, Paleo Faliro Schiedsrichter: Janko Požežnik, Darko Repenšek |

| 20. August 2004 14:30 Uhr | Brasilien              | 22:26  | Griechenland               | Faliro Sports Pavilion, Paleo Faliro Schiedsrichter: Stefan Arnaldsson, Gunnar Vidarsson |
| 20. August 2004 14:30 Uhr | meiste Tore: Justino 6 | (9:13) | meiste Tore: Grammatikos 7 | Faliro Sports Pavilion, Paleo Faliro Schiedsrichter: Stefan Arnaldsson, Gunnar Vidarsson |
| 20. August 2004 14:30 Uhr | Strafen: 3× 4×         |        | Strafen: 3×                | Faliro Sports Pavilion, Paleo Faliro Schiedsrichter: Stefan Arnaldsson, Gunnar Vidarsson |

| 20. August 2004 16:30 Uhr | Ungarn               | 30:29   | Deutschland                | Faliro Sports Pavilion, Paleo Faliro Schiedsrichter: Jan Boye, Bjarne-Munk Jensen |
| 20. August 2004 16:30 Uhr | meiste Tore: Nagy 11 | (17:14) | meiste Tore: Kretzschmar 8 | Faliro Sports Pavilion, Paleo Faliro Schiedsrichter: Jan Boye, Bjarne-Munk Jensen |
| 20. August 2004 16:30 Uhr | Strafen: 3× 4×       |         | Strafen: 3× 6×             | Faliro Sports Pavilion, Paleo Faliro Schiedsrichter: Jan Boye, Bjarne-Munk Jensen |

| 20. August 2004 21:30 Uhr | Frankreich             | 22:21   | Ägypten              | Faliro Sports Pavilion, Paleo Faliro Schiedsrichter: Vicente Breto, José Antonio Huelin |
| 20. August 2004 21:30 Uhr | meiste Tore: Girault 8 | (11:13) | meiste Tore: Keshk 6 | Faliro Sports Pavilion, Paleo Faliro Schiedsrichter: Vicente Breto, José Antonio Huelin |
| 20. August 2004 21:30 Uhr | Strafen: 3× 5×         |         | Strafen: 4× 8× 1×    | Faliro Sports Pavilion, Paleo Faliro Schiedsrichter: Vicente Breto, José Antonio Huelin |

| 22. August 2004 14:30 Uhr | Deutschland                        | 22:27   | Frankreich               | Faliro Sports Pavilion, Paleo Faliro Schiedsrichter: Svein Øie, Oyvind Togstad |
| 22. August 2004 14:30 Uhr | meiste Tore: Kehrmann, Schwarzer 5 | (12:11) | meiste Tore: Fernandez 6 | Faliro Sports Pavilion, Paleo Faliro Schiedsrichter: Svein Øie, Oyvind Togstad |
| 22. August 2004 14:30 Uhr | Strafen: 2× 4×                     |         | Strafen: 2× 4×           | Faliro Sports Pavilion, Paleo Faliro Schiedsrichter: Svein Øie, Oyvind Togstad |

| 22. August 2004 14:30 Uhr | Ungarn               | 26:22   | Griechenland          | Faliro Sports Pavilion, Paleo Faliro Schiedsrichter: Janko Požežnik, Darko Repenšek |
| 22. August 2004 14:30 Uhr | meiste Tore: Pérez 7 | (12:12) | meiste Tore: Voglis 7 | Faliro Sports Pavilion, Paleo Faliro Schiedsrichter: Janko Požežnik, Darko Repenšek |
| 22. August 2004 14:30 Uhr | Strafen: 3× 1×       |         | Strafen: 2× 1×        | Faliro Sports Pavilion, Paleo Faliro Schiedsrichter: Janko Požežnik, Darko Repenšek |

| 22. August 2004 21:30 Uhr | Ägypten                 | 22:26   | Brasilien                | Faliro Sports Pavilion, Paleo Faliro Schiedsrichter: Peter Hansson, Peter Olsson |
| 22. August 2004 21:30 Uhr | meiste Tore: El-Salam 5 | (11:10) | meiste Tore: Kojoroski 6 | Faliro Sports Pavilion, Paleo Faliro Schiedsrichter: Peter Hansson, Peter Olsson |
| 22. August 2004 21:30 Uhr | Strafen: 2× 3×          |         | Strafen: 2× 7× 1×        | Faliro Sports Pavilion, Paleo Faliro Schiedsrichter: Peter Hansson, Peter Olsson |

### Finalrunde
|  | Viertelfinale   | Viertelfinale   |                 |                 | Halbfinale      | Halbfinale |  |  | Finale          | Finale          |
|  |                 |                 |                 |                 |                 |            |  |  |                 |                 |
|  | 24. August 2004 |                 |                 |                 |                 |            |  |  |                 |                 |
|  | Kroatien        | 33              |                 |                 |                 |            |  |  |                 |                 |
|  | Kroatien        | 33              | 26. August 2004 |                 |                 |            |  |  |                 |                 |
|  | Griechenland    | 27              |                 |                 |                 |            |  |  |                 |                 |
|  | Griechenland    | 27              | Kroatien        | 33              |                 |            |  |  |                 |                 |
|  |                 |                 | Kroatien        | 33              |                 |            |  |  |                 |                 |
|  |                 | Ungarn          | 31              |                 |                 |            |  |  |                 |                 |
|  | Südkorea        | Ungarn          | 31              | 25              |                 |            |  |  |                 |                 |
|  | Südkorea        |                 |                 | 25              |                 |            |  |  |                 |                 |
|  | Ungarn          | 30              |                 | 29. August 2004 | 29. August 2004 |            |  |  |                 |                 |
|  | 24. August 2004 | 24. August 2004 | Kroatien        | 26              |                 |            |  |  |                 |                 |
|  | 24. August 2004 | 24. August 2004 |                 | Deutschland     | 24              |            |  |  |                 |                 |
|  | Deutschland     | 32              |                 |                 |                 |            |  |  |                 |                 |
|  | Spanien         | 30              |                 |                 |                 |            |  |  |                 |                 |
|  | Spanien         | 30              | Deutschland     | 21              |                 |            |  |  |                 |                 |
|  |                 |                 | Deutschland     | 21              | Spiel um Bronze |            |  |  |                 |                 |
|  |                 | Russland        | 15              |                 |                 |            |  |  |                 |                 |
|  | Frankreich      | Russland        | 15              | 24              | Ungarn          | 26         |  |  |                 |                 |
|  | Frankreich      | 26. August 2004 |                 | 24              | Ungarn          | 26         |  |  |                 |                 |
|  | Russland        | 26              |                 | Russland        | 28              |            |  |  |                 |                 |
|  | Russland        | 26              |                 |                 | 28              |            |  |  |                 |                 |
|  | 24. August 2004 | 24. August 2004 |                 |                 |                 |            |  |  | 28. August 2004 | 28. August 2004 |

#### Viertelfinale
| 24. August 2004 14:30 Uhr | Südkorea            | 25:30   | Ungarn              | Faliro Sports Pavilion, Paleo Faliro Schiedsrichter: Mirosław Baum, Marek Góralczyk |
| 24. August 2004 14:30 Uhr | meiste Tore: Yoon 7 | (13:14) | meiste Tore: Nagy 9 | Faliro Sports Pavilion, Paleo Faliro Schiedsrichter: Mirosław Baum, Marek Góralczyk |
| 24. August 2004 14:30 Uhr | Strafen: 3× 2×      |         | Strafen: 3× 5×      | Faliro Sports Pavilion, Paleo Faliro Schiedsrichter: Mirosław Baum, Marek Góralczyk |

| 24. August 2004 16:30 Uhr | Kroatien              | 33:27   | Griechenland                      | Faliro Sports Pavilion, Paleo Faliro Schiedsrichter: Frank Lemme, Bernd Ullrich |
| 24. August 2004 16:30 Uhr | meiste Tore: Džomba 9 | (19:11) | meiste Tore: Alvanos, Balomenos 6 | Faliro Sports Pavilion, Paleo Faliro Schiedsrichter: Frank Lemme, Bernd Ullrich |
| 24. August 2004 16:30 Uhr | Strafen: 3×           |         | Strafen: 4× 2×                    | Faliro Sports Pavilion, Paleo Faliro Schiedsrichter: Frank Lemme, Bernd Ullrich |

| 24. August 2004 | Deutschland                       | 32:30 n. S.                        | Spanien               | Faliro Sports Pavilion, Paleo Faliro Schiedsrichter: Stefan Arnaldsson, Gunnar Vidarsson |
| 24. August 2004 | meiste Tore: Schwarzer, Stephan 9 | (15:16), (27:27), (28:28), (29:29) | meiste Tore: García 7 | Faliro Sports Pavilion, Paleo Faliro Schiedsrichter: Stefan Arnaldsson, Gunnar Vidarsson |
| 24. August 2004 | Strafen: 4×                       |                                    | Strafen: 3× 4×        | Faliro Sports Pavilion, Paleo Faliro Schiedsrichter: Stefan Arnaldsson, Gunnar Vidarsson |

| 24. August 2004 22:05 Uhr | Frankreich           | 24:26   | Russland                          | Faliro Sports Pavilion, Paleo Faliro Schiedsrichter: Dragan Načhevski, Marjan Načhevski |
| 24. August 2004 22:05 Uhr | meiste Tore: Abati 6 | (14:13) | meiste Tore: Iwanow, Kokscharow 5 | Faliro Sports Pavilion, Paleo Faliro Schiedsrichter: Dragan Načhevski, Marjan Načhevski |
| 24. August 2004 22:05 Uhr | Strafen: 2× 3×       |         | Strafen: 2× 3×                    | Faliro Sports Pavilion, Paleo Faliro Schiedsrichter: Dragan Načhevski, Marjan Načhevski |

#### Platzierungsspiele Platz 5 bis 8
| 27. August 2004 11:30 Uhr | Griechenland             | 29:24  | Südkorea            | Elliniko Indoor Arena, Elliniko Schiedsrichter: Dragan Načhevski, Marjan Načhevski |
| 27. August 2004 11:30 Uhr | meiste Tore: Balomenos 8 | (16:9) | meiste Tore: Yoon 6 | Elliniko Indoor Arena, Elliniko Schiedsrichter: Dragan Načhevski, Marjan Načhevski |
| 27. August 2004 11:30 Uhr | Strafen: 3× 6× 1×        |        | Strafen: 3× 1×      | Elliniko Indoor Arena, Elliniko Schiedsrichter: Dragan Načhevski, Marjan Načhevski |

| 27. August 2004 9:30 Uhr | Spanien                       | 27:29   | Frankreich                     | Elliniko Indoor Arena, Elliniko Schiedsrichter: Jan Boye, Bjarne-Munk Jensen |
| 27. August 2004 9:30 Uhr | meiste Tore: Romero, Ortega 5 | (13:11) | meiste Tore: Burdet, Girault 8 | Elliniko Indoor Arena, Elliniko Schiedsrichter: Jan Boye, Bjarne-Munk Jensen |
| 27. August 2004 9:30 Uhr | Strafen: 3×                   |         | Strafen: 3× 4×                 | Elliniko Indoor Arena, Elliniko Schiedsrichter: Jan Boye, Bjarne-Munk Jensen |

#### Halbfinale
| 27. August 2004 14:30 Uhr | Kroatien             | 33:31   | Ungarn               | Elliniko Indoor Arena, Elliniko Schiedsrichter: Stefan Arnaldsson, Gunnar Vidarsson |
| 27. August 2004 14:30 Uhr | meiste Tore: Balić 9 | (18:16) | meiste Tore: Pérez 8 | Elliniko Indoor Arena, Elliniko Schiedsrichter: Stefan Arnaldsson, Gunnar Vidarsson |
| 27. August 2004 14:30 Uhr | Strafen: 3×          |         | Strafen: 3× 2×       | Elliniko Indoor Arena, Elliniko Schiedsrichter: Stefan Arnaldsson, Gunnar Vidarsson |

| 27. August 2004 16:30 Uhr | Deutschland                | 21:15  | Russland                  | Elliniko Indoor Arena, Elliniko Schiedsrichter: Gilles Bord, Olivier Buy |
| 27. August 2004 16:30 Uhr | meiste Tore: Kretzschmar 5 | (9:10) | meiste Tore: Torgowanow 5 | Elliniko Indoor Arena, Elliniko Schiedsrichter: Gilles Bord, Olivier Buy |
| 27. August 2004 16:30 Uhr | Strafen: 3× 4× 1×          |        | Strafen: 2× 3×            | Elliniko Indoor Arena, Elliniko Schiedsrichter: Gilles Bord, Olivier Buy |

#### Spiel um Platz 11
| 24. August 2004 9:30 Uhr | Slowenien                     | 30:24   | Ägypten               | Elliniko Indoor Arena, Elliniko Schiedsrichter: Zorica Gardinovački, Branka Marić |
| 24. August 2004 9:30 Uhr | meiste Tore: Brumen, Žvižej 6 | (11:13) | meiste Tore: Yousry 6 | Elliniko Indoor Arena, Elliniko Schiedsrichter: Zorica Gardinovački, Branka Marić |
| 24. August 2004 9:30 Uhr | Strafen: 1× 7× 1×             |         | Strafen: 1× 5×        | Elliniko Indoor Arena, Elliniko Schiedsrichter: Zorica Gardinovački, Branka Marić |

#### Spiel um Platz 9
| 24. August 2004 11:30 Uhr | Brasilien                   | 25:29   | Island                    | Elliniko Indoor Arena, Elliniko Schiedsrichter: Hassan Aly Hassan, Yasser Salim Aly |
| 24. August 2004 11:30 Uhr | meiste Tore: Souza, Tupan 6 | (11:13) | meiste Tore: Sigurðsson 8 | Elliniko Indoor Arena, Elliniko Schiedsrichter: Hassan Aly Hassan, Yasser Salim Aly |
| 24. August 2004 11:30 Uhr | Strafen: 3× 5× 1×           |         | Strafen: 4× 2×            | Elliniko Indoor Arena, Elliniko Schiedsrichter: Hassan Aly Hassan, Yasser Salim Aly |

#### Spiel um Platz 7
| 28. August 2004 14:30 Uhr | Südkorea            | 24:31   | Spanien              | Elliniko Indoor Arena, Elliniko Schiedsrichter: Zorica Gardinovački, Branka Marić |
| 28. August 2004 14:30 Uhr | meiste Tore: Yoon 7 | (11:12) | meiste Tore: Colón 7 | Elliniko Indoor Arena, Elliniko Schiedsrichter: Zorica Gardinovački, Branka Marić |
| 28. August 2004 14:30 Uhr | Strafen: 3× 2×      |         | Strafen: 3× 2×       | Elliniko Indoor Arena, Elliniko Schiedsrichter: Zorica Gardinovački, Branka Marić |

#### Spiel um Platz 5
| 28. August 2004 19:30 Uhr | Griechenland               | 15:33  | Frankreich               | Elliniko Indoor Arena, Elliniko Schiedsrichter: Frank Lemme, Bernd Ullrich |
| 28. August 2004 19:30 Uhr | meiste Tore: Grammatikos 7 | (7:17) | meiste Tore: Fernandez 9 | Elliniko Indoor Arena, Elliniko Schiedsrichter: Frank Lemme, Bernd Ullrich |
| 28. August 2004 19:30 Uhr | Strafen: 3× 6×             |        | Strafen: 2× 3×           | Elliniko Indoor Arena, Elliniko Schiedsrichter: Frank Lemme, Bernd Ullrich |

#### Spiel um Bronze
| 28. August 2004 21:30 Uhr | Ungarn                | 26:28        | Russland                  | Elliniko Indoor Arena, Elliniko Schiedsrichter: Fotis Bavas, Sotiris Migas |
| 28. August 2004 21:30 Uhr | meiste Tore: Pérez 10 | (10:13)      | meiste Tore: Kokscharow 8 | Elliniko Indoor Arena, Elliniko Schiedsrichter: Fotis Bavas, Sotiris Migas |
| 28. August 2004 21:30 Uhr | Strafen: 2× 5×        | Spielbericht | Strafen: 4×               | Elliniko Indoor Arena, Elliniko Schiedsrichter: Fotis Bavas, Sotiris Migas |

#### Finale
| 29. August 2004 16:45 Uhr | Kroatien              | 26:24        | Deutschland                | Elliniko Indoor Arena, Elliniko Schiedsrichter: Peter Hansson, Peter Olsson |
| 29. August 2004 16:45 Uhr | meiste Tore: Džomba 9 | (11:12)      | meiste Tore: Kretzschmar 9 | Elliniko Indoor Arena, Elliniko Schiedsrichter: Peter Hansson, Peter Olsson |
| 29. August 2004 16:45 Uhr | Strafen: 3× 2×        | Spielbericht | Strafen: 3× 5×             | Elliniko Indoor Arena, Elliniko Schiedsrichter: Peter Hansson, Peter Olsson |

## Abschlussplatzierungen
| Rang | Nation       |
| ---- | ------------ |
| 01   | Kroatien     |
| 02   | Deutschland  |
| 03   | Russland     |
| 04   | Ungarn       |
| 05   | Frankreich   |
| 06   | Griechenland |

| Rang | Nation    |
| ---- | --------- |
| 7    | Spanien   |
| 8    | Südkorea  |
| 9    | Island    |
| 10   | Brasilien |
| 11   | Slowenien |
| 12   | Ägypten   |

## Torschützenliste
| Rang | Spieler            | Land         | Tore | Würfe |
| ---- | ------------------ | ------------ | ---- | ----- |
| 1    | Yoon Kyung-shin    | Südkorea     | 58   | 109   |
| 2    | Mirza Džomba       | Kroatien     | 55   | 71    |
| 3    | Carlos Pérez       | Ungarn       | 54   | 116   |
| 4    | Eduard Kokscharow  | Russland     | 45   | 66    |
| 5    | Stefan Kretzschmar | Deutschland  | 44   | 75    |
| 6    | Ólafur Stefánsson  | Island       | 43   | 67    |
| 7    | Nikos Grammatikos  | Griechenland | 41   | 71    |
| 8    | Florian Kehrmann   | Deutschland  | 40   | 69    |
| 8    | Alexei Rastworzew  | Russland     | 40   | 85    |
| 10   | László Nagy        | Ungarn       | 39   | 70    |
| 10   | Igor Vori          | Kroatien     | 39   | 58    |